# 萨尔豪森
萨尔豪森（德语：Saalhausen）是德国北莱茵-威斯特法伦州伦讷施塔特市的一个区，地处伦讷河谷，海拔320米，是一个有池塘、音乐厅气候疗养地。2020年6月30日数据显示，有居民1760人，其中65岁以上的老年人占20.1%。

在伦讷施塔特市的位置
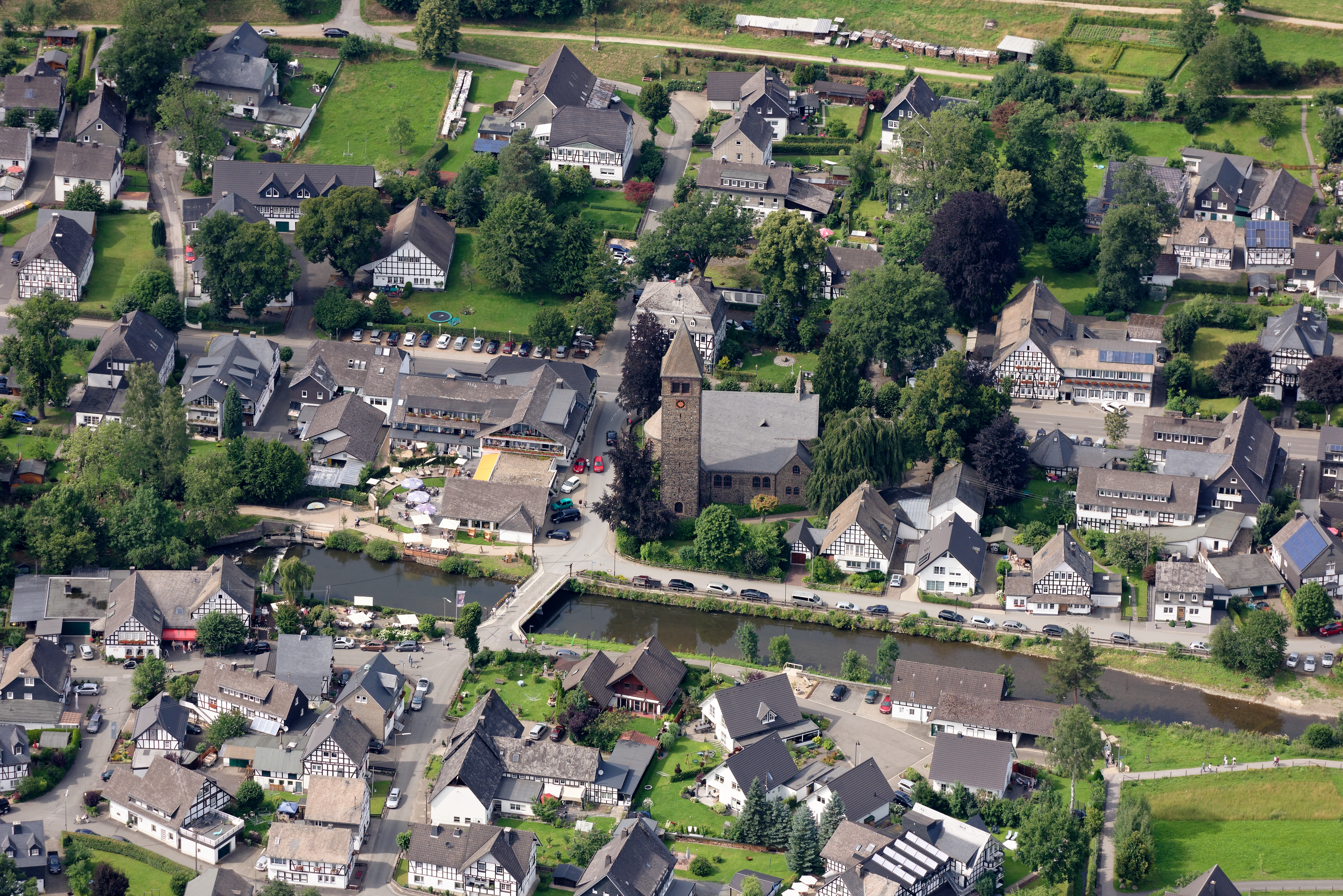
城区空拍
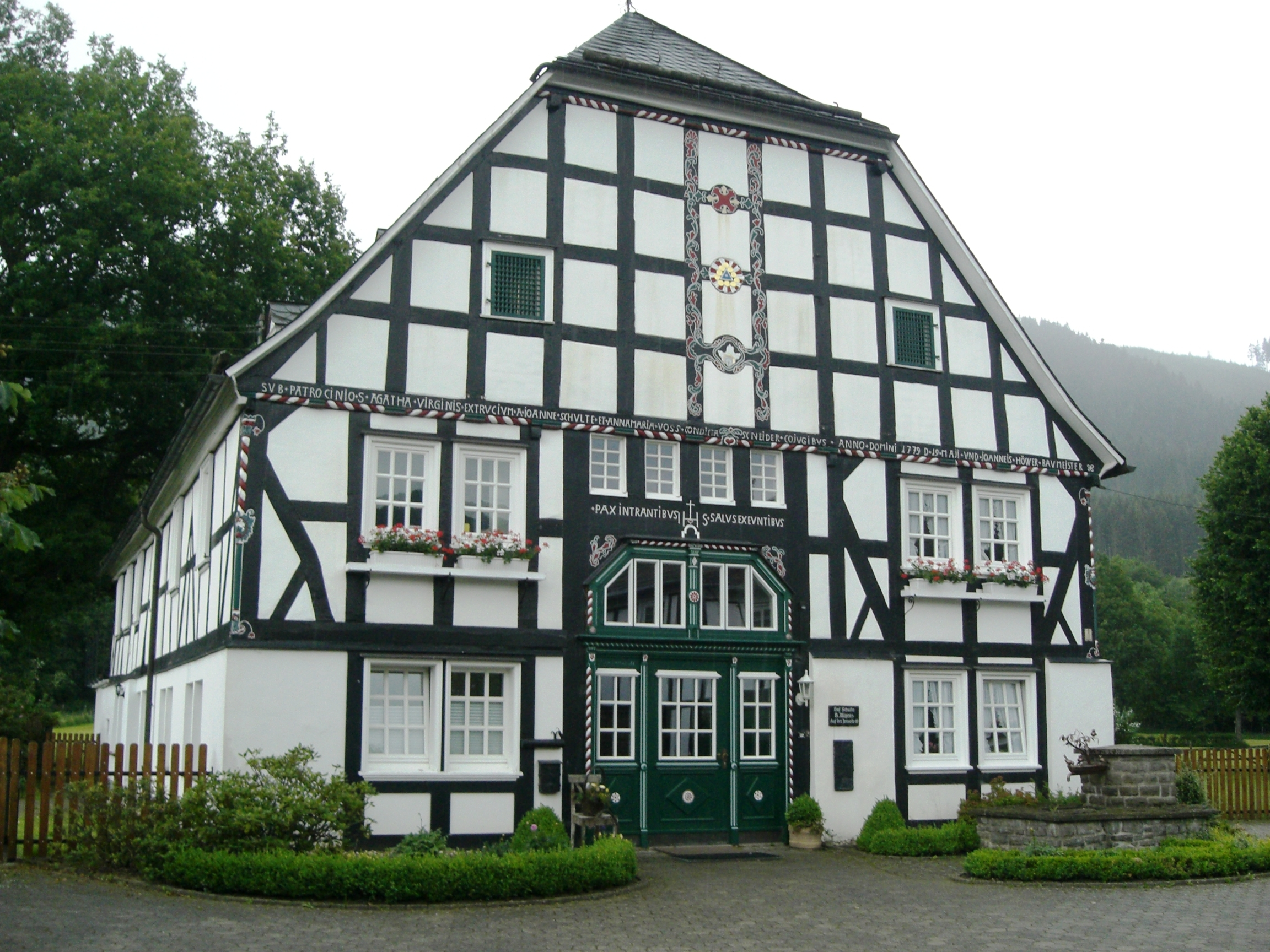
半木构造建筑